# MARUWA SHOMEI
株式会社MARUWA SHOMEI（マルワショウメイ、英: MARUWA SHOMEI CO.,LTD）はLED照明を取り扱う企業。
電子部品用セラミックの大手メーカーであるMARUWAの子会社である。

## 沿革
- 2005年3月 - 旧・金門電気株式会社が分社型新設分割により、株式会社金門光波と照明事業の継承会社として金門電気株式会社を設立。
- 2005年4月 - 商号を「株式会社MARUWA SHOMEI」に変更。
- 2007年8月 - 本社所在地を埼玉県川越市より東京都台東区へ移転。
- 2011年6月 - 本社所在地を東京都台東区より東京都港区へ移転。

## 事業所
- 本社 - 東京都港区芝3丁目16-13 MARUWAビル
- 大阪支店 - 大阪府大阪市中央区南船場3丁目5-8 オーク心斎橋ビル
- 名古屋営業所・土岐工場 - 岐阜県土岐市鶴里町柿野広畑2322-3
- 九州営業所 - 福岡県福岡市博多区住吉3丁目1-80 オヌキ新博多ビル
- 金沢営業所 - 石川県金沢市本町1丁目7-2 みやび・る金沢
- 広島事務所 - 広島県広島市中区大手町2丁目8-5 合人社広島大手町ビル